# Ace Ventura – Den galopperande detektiven rider igen
Ace Ventura – Den galopperande detektiven rider igen (originaltitel: Ace Ventura: When Nature Calls) är en amerikansk komedifilm från 1995 i regi av Steve Oedekerk med Jim Carrey i huvudrollen som Ace Ventura. Filmen hade Sverigepremiär den 9 februari 1996.

## Handling
Husdjursdetektiven Ace Ventura (Jim Carrey) återvänder från livet som tibetansk munk för att ta på sig ett nytt fall. Den här gången åker han till Afrika för att finna Wachati-stammens vita fladdermus som några tjuvskyttar har snott. Ace har dock ett stort problem, han är rädd för fladdermöss. Om Ace misslyckas kan inte hövdingens dotter gifta sig, och då utbryter ett blodigt stamkrig.

## Rollista
| Jim Carrey               | – Ace Ventura               |
| Ian McNeice              | – Fulton Greenwall          |
| Simon Callow             | – Vincent Cadby             |
| Maynard Eziashi          | – Ouda                      |
| Bob Gunton               | – Burton Quinn              |
| Damon Standifer          | – Wachati-hövdingen         |
| Sophie Okonedo           | – Wachati-prinsessan        |
| Arsenio "Sonny" Trinidad | – Ashram-munk               |
| Danny D. Daniels         | – Wachootoo-medicinman      |
| Andrew Steel             | – Mick Katie                |
| Bruce Spence             | – Gahjii                    |
| Adewale Akinnuoye-Agbaje | – Hitu                      |
| Tommy Davidson           | – Den lilla krigaren        |
| Frank Welker             | – Djurläten (ej krediterad) |